# 麦螺
麦螺（学名：Pyrene testudinaria testudinaria），是新腹足目麦螺科Pyrene属的一种。主要分布于新加坡、马来西亚、印度尼西亚、台湾，常栖息在潮间带到潮下带岩礁区，海藻上。
本物種與花麥螺（Euplica scripta）相似，但後者的外唇肩部向外擴張，口內唇有紫斑。